# Magnum (bouteille)
Pour les articles homonymes, voir Magnum.
 (mai 2021).
Si vous disposez d'ouvrages ou d'articles de référence ou si vous connaissez des sites web de qualité traitant du thème abordé ici, merci de compléter l'article en donnant les références utiles à sa vérifiabilité et en les liant à la section « Notes et références ».

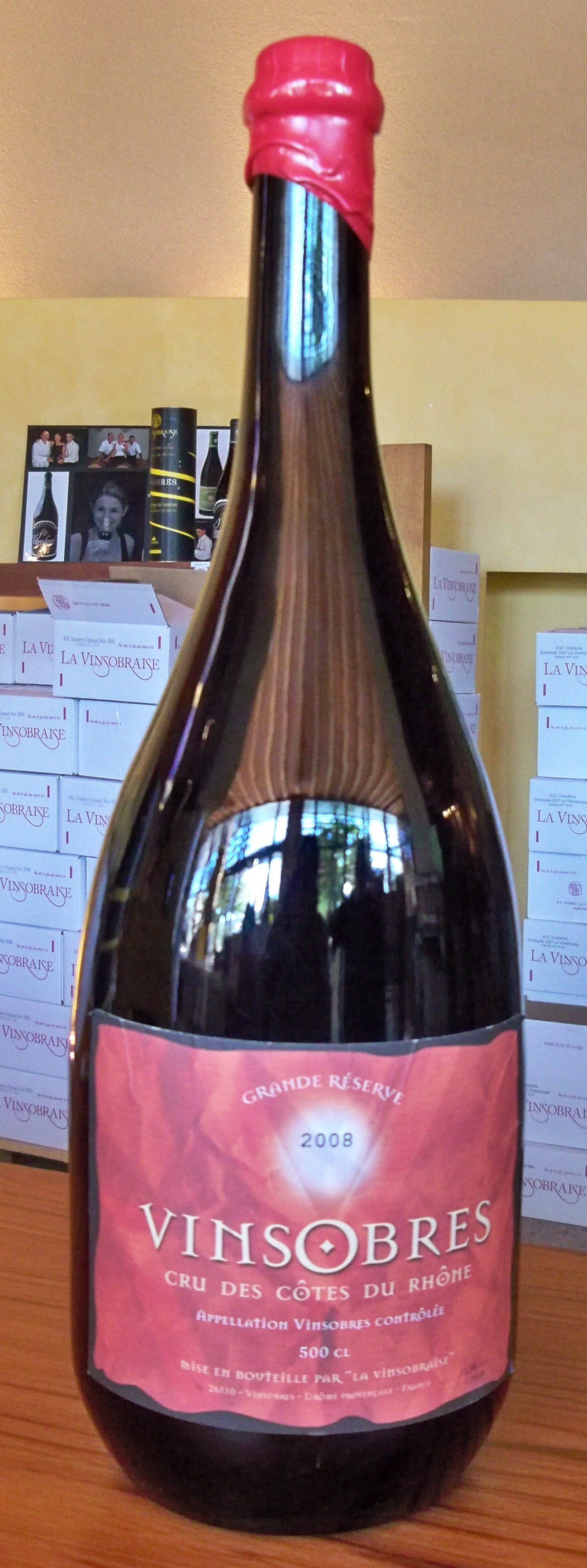
Magnum de Vinsobres

Le magnum est une bouteille en verre conçue pour contenir l'équivalent de deux bouteilles de 75 cl, soit un litre et demi, de vin ou de bière.
Les magnums sont particulièrement appréciés lors des grands événements publics ou en tant que cadeaux, tant d'entreprise qu'à un particulier.
Sa production exige des équipements sophistiqués. La réalisation d'une telle bouteille ne pouvait être faite que par un souffleur de verre très qualifié[réf. nécessaire] ; de nos jours, des machines de verrerie appelées IS sont tout à fait capables de réaliser ces bouteilles en grandes séries.